# Rio Dinder
O rio Dinder ou também Dindar (em árabe: Nahr Ad-dindar) é um curso de água da Etiópia e um dos afluentes do Nilo Azul. Corre através da Etiópia e do Sudão percorrendo cerca de 480 km, depois de nascer nas montanhas da Etiópia, a oeste do lago Tana.